# Lijst van afleveringen van Mannix
Dit is een lijst met afleveringen van de Amerikaanse televisieserie Mannix. De serie telt 8 seizoenen. Een overzicht van alle afleveringen is hieronder te vinden.

## Seizoen 1
| Nr. | Titel aflevering                     | Uitzenddatum VS   |
| --- | ------------------------------------ | ----------------- |
| 1   | The Name Is Mannix                   | 16 september 1967 |
| 2   | Skid Marks on a Dry Run              | 23 september 1967 |
| 3   | Nothing Ever Works Twice             | 30 september 1967 |
| 4   | The Many Deaths of Saint Christopher | 7 oktober 1967    |
| 5   | Make Like It Never Happened          | 14 oktober 1967   |
| 6   | The Cost of a Vacation               | 21 oktober 1967   |
| 7   | Warning: Live Blueberries            | 28 oktober 1967   |
| 8   | Beyond the Shadow of a Dream         | 4 november 1967   |
| 9   | Huntdown                             | 18 november 1967  |
| 10  | Coffin for a Clown                   | 25 november 1967  |
| 11  | Catalogue of Sins                    | 2 december 1967   |
| 12  | Turn Every Stone                     | 9 december 1967   |
| 13  | Run, Sheep, Run                      | 16 december 1967  |
| 14  | Then the Drink Takes the Man         | 30 december 1967  |
| 15  | The Falling Star                     | 6 januari 1968    |
| 16  | License to Kill - Limit Three People | 13 januari 1968   |
| 17  | Deadfall: Part 1                     | 20 januari 1968   |
| 18  | Deadfall: Part 2                     | 27 januari 1968   |
| 19  | You Can Get Killed Out There         | 3 februari 1968   |
| 20  | Another Final Exit                   | 10 februari 1968  |
| 21  | Eight to Five, It's a Miracle        | 17 februari 1968  |
| 22  | Delayed Action                       | 2 maart 1968      |
| 23  | To Kill a Writer                     | 9 maart 1968      |
| 24  | The Girl in the Frame                | 16 maart 1968     |

## Seizoen 2
| Nr. | Titel aflevering                   | Uitzenddatum VS   |
| --- | ---------------------------------- | ----------------- |
| 1   | The Silent Cry                     | 28 september 1968 |
| 2   | Comes Up Roses                     | 5 oktober 1968    |
| 3   | Pressure Point                     | 12 oktober 1968   |
| 4   | To the Swiftest, Death             | 19 oktober 1968   |
| 5   | End of the Rainbow                 | 26 oktober 1968   |
| 6   | A Copy of Murder                   | 2 november 1968   |
| 7   | Edge of the Knife                  | 9 november 1968   |
| 8   | Who Will Dig the Graves?           | 16 november 1968  |
| 9   | In Need of a Friend                | 23 november 1968  |
| 10  | Night Out of Time                  | 7 december 1968   |
| 11  | A View of Nowhere                  | 14 december 1968  |
| 12  | Fear I to Fall                     | 21 december 1968  |
| 13  | Death Run                          | 4 januari 1969    |
| 14  | A Pittance of Faith                | 11 januari 1969   |
| 15  | Only Giants Can Play               | 18 januari 1969   |
| 16  | Shadow of a Man                    | 25 januari 1969   |
| 17  | The Girl Who Came in with the Tide | 1 februari 1969   |
| 18  | Death in a Minor Key               | 8 februari 1969   |
| 19  | End Game                           | 15 februari 1969  |
| 20  | All Around the Money Tree          | 22 februari 1969  |
| 21  | The Odds Against Donald Jordan     | 1 maart 1969      |
| 22  | Last Rites for Miss Emma           | 8 maart 1969      |
| 23  | The Solid Gold Web                 | 22 maart 1969     |
| 24  | Merry Go Round for Murder          | 5 april 1969      |
| 25  | To Catch a Rabbit                  | 12 april 1969     |

## Seizoen 3
| Nr. | Titel aflevering               | Uitzenddatum VS   |
| --- | ------------------------------ | ----------------- |
| 1   | Eagles Sometimes Can't Fly     | 27 september 1969 |
| 2   | Color Her Missing              | 4 oktober 1969    |
| 3   | Return to Summer Grove         | 11 oktober 1969   |
| 4   | The Playground                 | 18 oktober 1969   |
| 5   | A Question of Midnight         | 25 oktober 1969   |
| 6   | A Penny for the Peepshow       | 1 november 1969   |
| 7   | A Sleep in the Deep            | 8 november 1969   |
| 8   | Memory: Zero                   | 22 november 1969  |
| 9   | The Nowhere Victim             | 29 november 1969  |
| 10  | The Sound of Darkness          | 6 december 1969   |
| 11  | Who Killed Me?                 | 13 december 1969  |
| 12  | Missing: Sun and Sky           | 20 december 1969  |
| 13  | Tooth of the Serpent           | 27 december 1969  |
| 14  | Medal for a Hero               | 3 januari 1970    |
| 15  | Walk with a Dead Man           | 10 januari 1970   |
| 16  | A Chance at the Roses          | 17 januari 1970   |
| 17  | Blind Mirror                   | 24 januari 1970   |
| 18  | Harlequin's Gold               | 31 januari 1970   |
| 19  | Who Is Sylvia?                 | 7 februari 1970   |
| 20  | Only One Death to a Customer   | 14 februari 1970  |
| 21  | Fly, Little One                | 21 februari 1970  |
| 22  | The Search for Darrell Andrews | 28 februari 1970  |
| 23  | Murder Revisited               | 7 maart 1970      |
| 24  | War of Nerves                  | 14 maart 1970     |
| 25  | Once Upon a Saturday           | 21 maart 1970     |

## Seizoen 4
| Nr. | Titel aflevering          | Uitzenddatum VS   |
| --- | ------------------------- | ----------------- |
| 1   | A Ticket to the Eclipse   | 19 september 1970 |
| 2   | One for the Lady          | 26 september 1970 |
| 3   | Time Out of Mind          | 3 oktober 1970    |
| 4   | Figures in a Landscape    | 10 oktober 1970   |
| 5   | The Mouse That Died       | 17 oktober 1970   |
| 6   | The Lost Art of Dying     | 24 oktober 1970   |
| 7   | The Other Game in Town    | 31 oktober 1970   |
| 8   | The World Between         | 7 november 1970   |
| 9   | Sunburst                  | 14 november 1970  |
| 10  | To Cage a Seagull         | 21 november 1970  |
| 11  | Bang, Bang, You're Dead   | 28 november 1970  |
| 12  | Deja Vu                   | 12 december 1970  |
| 13  | Duet for Three            | 19 december 1970  |
| 14  | Round Trip to Nowhere     | 2 januari 1971    |
| 15  | What Happened to Sunday?  | 9 januari 1971    |
| 16  | The Judas Touch           | 16 januari 1971   |
| 17  | With Intent to Kill       | 23 januari 1971   |
| 18  | The Crime That Wasn't     | 30 januari 1971   |
| 19  | A Gathering of Ghosts     | 6 februari 1971   |
| 20  | A Day Filled with Shadows | 13 februari 1971  |
| 21  | Voices in the Dark        | 20 februari 1971  |
| 22  | The Color of Murder       | 27 februari 1971  |
| 23  | Shadow Play               | 6 maart 1971      |
| 24  | Overkill                  | 13 maart 1971     |

## Seizoen 5
| Nr. | Titel aflevering            | Uitzenddatum VS   |
| --- | --------------------------- | ----------------- |
| 1   | Dark So Early, Dark So Long | 15 september 1971 |
| 2   | Cold Trail                  | 22 september 1971 |
| 3   | A Step in Time              | 29 september 1971 |
| 4   | Wine from These Grapes      | 6 oktober 1971    |
| 5   | Woman in the Shadows        | 13 oktober 1971   |
| 6   | Days Beyond Recall          | 20 oktober 1971   |
| 7   | Run Till Dark               | 27 oktober 1971   |
| 8   | The Glass Trap              | 3 november 1971   |
| 9   | A Choice of Evils           | 10 november 1971  |
| 10  | A Button for General D.     | 17 november 1971  |
| 11  | The Man Outside             | 24 november 1971  |
| 12  | Murder Times Three          | 1 december 1971   |
| 13  | Catspaw                     | 8 december 1971   |
| 14  | To Save a Dead Man          | 15 december 1971  |
| 15  | Nightshade                  | 29 december 1971  |
| 16  | Babe in the Woods           | 5 januari 1972    |
| 17  | The Sound of Murder         | 12 januari 1972   |
| 18  | Moving Target               | 19 januari 1972   |
| 19  | Cry Pigeon                  | 26 januari 1972   |
| 20  | A Walk in the Shadows       | 9 februari 1972   |
| 21  | Lifeline                    | 16 februari 1972  |
| 22  | To Draw the Lightning       | 23 februari 1972  |
| 23  | Scapegoat                   | 1 maart 1972      |
| 24  | Death Is the Fifth Gear     | 8 maart 1972      |

## Seizoen 6
| Nr. | Titel aflevering           | Uitzenddatum VS   |
| --- | -------------------------- | ----------------- |
| 1   | The Open Web               | 17 september 1972 |
| 2   | Cry Silence                | 24 september 1972 |
| 3   | The Crimson Halo           | 1 oktober 1972    |
| 4   | Broken Mirror              | 8 oktober 1972    |
| 5   | Portrait of a Hero         | 15 oktober 1972   |
| 6   | The Inside Man             | 22 oktober 1972   |
| 7   | To Kill a Memory           | 29 oktober 1972   |
| 8   | The Upside-Down Penny      | 5 november 1972   |
| 9   | One Step to Midnight       | 12 november 1972  |
| 10  | Harvest of Death           | 19 november 1972  |
| 11  | A Puzzle for One           | 26 november 1972  |
| 12  | Lost Sunday                | 3 december 1972   |
| 13  | See No Evil                | 10 december 1972  |
| 14  | Light and Shadow           | 17 december 1972  |
| 15  | A Game of Shadows          | 24 december 1972  |
| 16  | The Man Who Wasn't There   | 7 januari 1973    |
| 17  | A Matter of Principle      | 14 januari 1973   |
| 18  | Out of the Night           | 21 januari 1973   |
| 19  | Carol Lockwood, Past Tense | 28 januari 1973   |
| 20  | The Faces of Murder        | 4 februari 1973   |
| 21  | Search for a Whisper       | 18 februari 1973  |
| 22  | To Quote a Dead Man        | 25 februari 1973  |
| 23  | A Problem of Innocence     | 4 maart 1973      |
| 24  | The Danford File           | 11 maart 1973     |

## Seizoen 7
| Nr. | Titel aflevering                | Uitzenddatum VS   |
| --- | ------------------------------- | ----------------- |
| 1   | The Girl in the Polka Dot Dress | 16 september 1973 |
| 2   | A Way to Dusty Death            | 23 september 1973 |
| 3   | Climb a Deadly Mountain         | 30 september 1973 |
| 4   | Little Girl Lost                | 7 oktober 1973    |
| 5   | The Gang's All Here             | 14 oktober 1973   |
| 6   | Desert Run                      | 21 oktober 1973   |
| 7   | Silent Target                   | 28 oktober 1973   |
| 8   | A World Without Sundays         | 4 november 1973   |
| 9   | Sing a Song of Murder           | 11 november 1973  |
| 10  | Search in the Dark              | 25 november 1973  |
| 11  | The Deadly Madonna              | 2 december 1973   |
| 12  | Cry Danger                      | 9 december 1973   |
| 13  | All the Dead Were Strangers     | 16 december 1973  |
| 14  | Race Against Time: Part 1       | 6 januari 1974    |
| 15  | Race Against Time: Part 2       | 13 januari 1974   |
| 16  | The Dark Hours                  | 20 januari 1974   |
| 17  | A Night Full of Darkness        | 27 januari 1974   |
| 18  | Walk a Double Line              | 10 februari 1974  |
| 19  | The Girl from Nowhere           | 17 februari 1974  |
| 20  | Rage to Kill                    | 24 februari 1974  |
| 21  | Mask for a Charade              | 3 maart 1974      |
| 22  | A Question of Murder            | 10 maart 1974     |
| 23  | Trap for a Pigeon               | 24 maart 1974     |
| 24  | The Ragged Edge                 | 31 maart 1974     |

## Seizoen 8
| Nr. | Titel aflevering                | Uitzenddatum VS   |
| --- | ------------------------------- | ----------------- |
| 1   | Portrait in Blues               | 22 september 1974 |
| 2   | Game Plan                       | 29 september 1974 |
| 3   | A Fine Day for Dying            | 6 oktober 1974    |
| 4   | Walk on the Blind Side          | 13 oktober 1974   |
| 5   | The Green Men                   | 20 oktober 1974   |
| 6   | Death Has No Face               | 27 oktober 1974   |
| 7   | A Small Favor for an Old Friend | 10 november 1974  |
| 8   | Enter Tami Okada                | 17 november 1974  |
| 9   | Picture of a Shadow             | 24 november 1974  |
| 10  | Desert Sun                      | 1 december 1974   |
| 11  | The Survivor Who Wasn't         | 15 december 1974  |
| 12  | A Choice of Victims             | 22 december 1974  |
| 13  | A Word Called Courage           | 5 januari 1975    |
| 14  | Man in a Trap                   | 12 januari 1975   |
| 15  | Chance Meeting                  | 19 januari 1975   |
| 16  | Edge of the Web                 | 2 februari 1975   |
| 17  | A Ransom for Yesterday          | 9 februari 1975   |
| 18  | The Empty Tower                 | 16 februari 1975  |
| 19  | Quartet for a Blunt Instrument  | 23 februari 1975  |
| 20  | Bird of Prey: Part 1            | 2 maart 1975      |
| 21  | Bird of Prey: Part 2            | 9 maart 1975      |
| 22  | Design for Dying                | 23 maart 1975     |
| 23  | Search for a Dead Man           | 6 april 1975      |
| 24  | Hardball                        | 13 april 1975     |